# کاخ بزرگ کرملین
کاخ بزرگ کرملین (به روسی: Большой Кремлёвский дворец) از ۱۸۳۸ تا ۱۸۴۹ میلادی در دوران تزار نیکلای اول و به‌دست گروهی از معماران روسی به‌سرپرستی کنستانتین تون در مسکو، روسیه طراحی و بنا شد. مساحت کاخ ۲۵۰۰۰ متر مربع به شکل مستطیل دارای ۷۰۰ اتاق و یک حیاط است. ۵ تالار در این کاخ به نام‌های (گئورگِوسکی- ولادیمیرسکی- الکساندرووسکی- آندرِیوسکی و یکاتِرینسکی) خوانده می‌شوند که برای مهمانی‌های رسمی و دیدارهای دیپلماتیک از آن‌ها استفاده می‌شود.
کرملین قدیمی‌ترین کاخ شهر مسکو است. برخی از ساختمان‌های آن، در قرن دوازدهم ساخته شده‌اند. این بنا، روزگاری دژ مستحکم تزارهای روس بوده و درون دیوارهای اطراف آن، قصرها و کلیساهای باستانی با گنبدهای طلایی ساخته شده است. کرملین در بیشتر تاریخ طولانی خود، مقر حکومت روسیه بوده است. هم‌اکنون این کاخ اقامتگاه رسمی رئیس‌جمهور فدراسیون روسیه است و مقر تصمیم‌گیری‌های دولت روسیه است. لازم است ذکر شود که کاخ کرملین مدرن در اواخر قرن چهاردهم میلادی توسط معمار معروف ایتالیایی، پیترو آنتونیو سولاری، طراحی و ساخته‌شد.

## نگارخانه

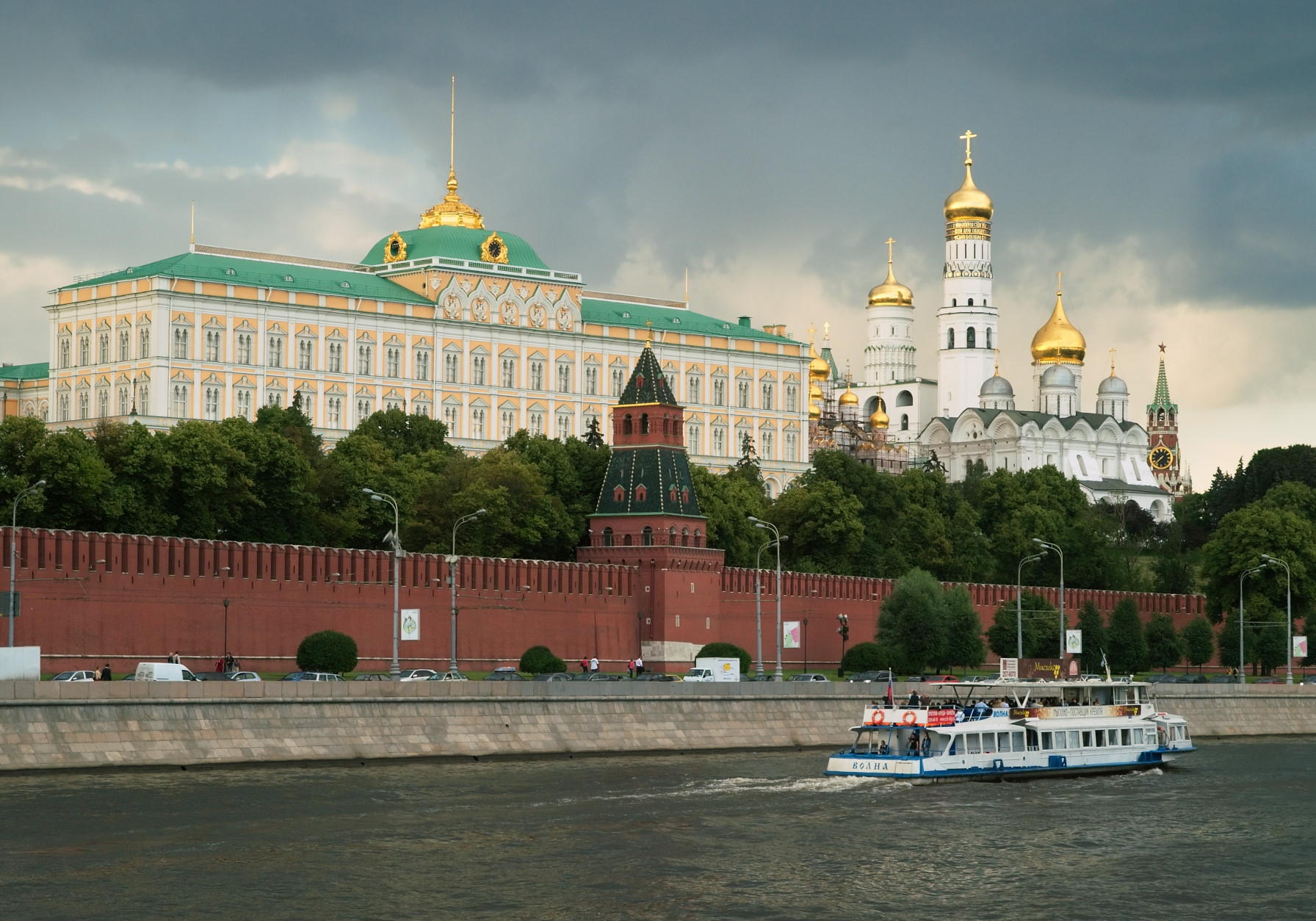
نمای کاخ از رود موسکوا
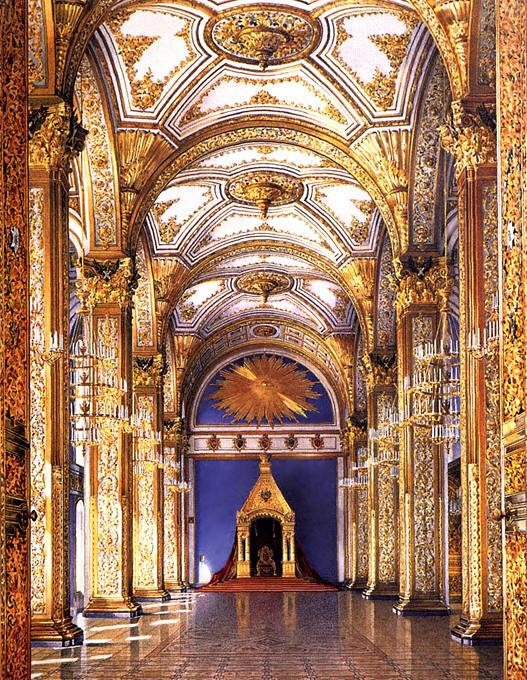
سالن افتخار سنت اندرو در کاخ بزرگ کرملین
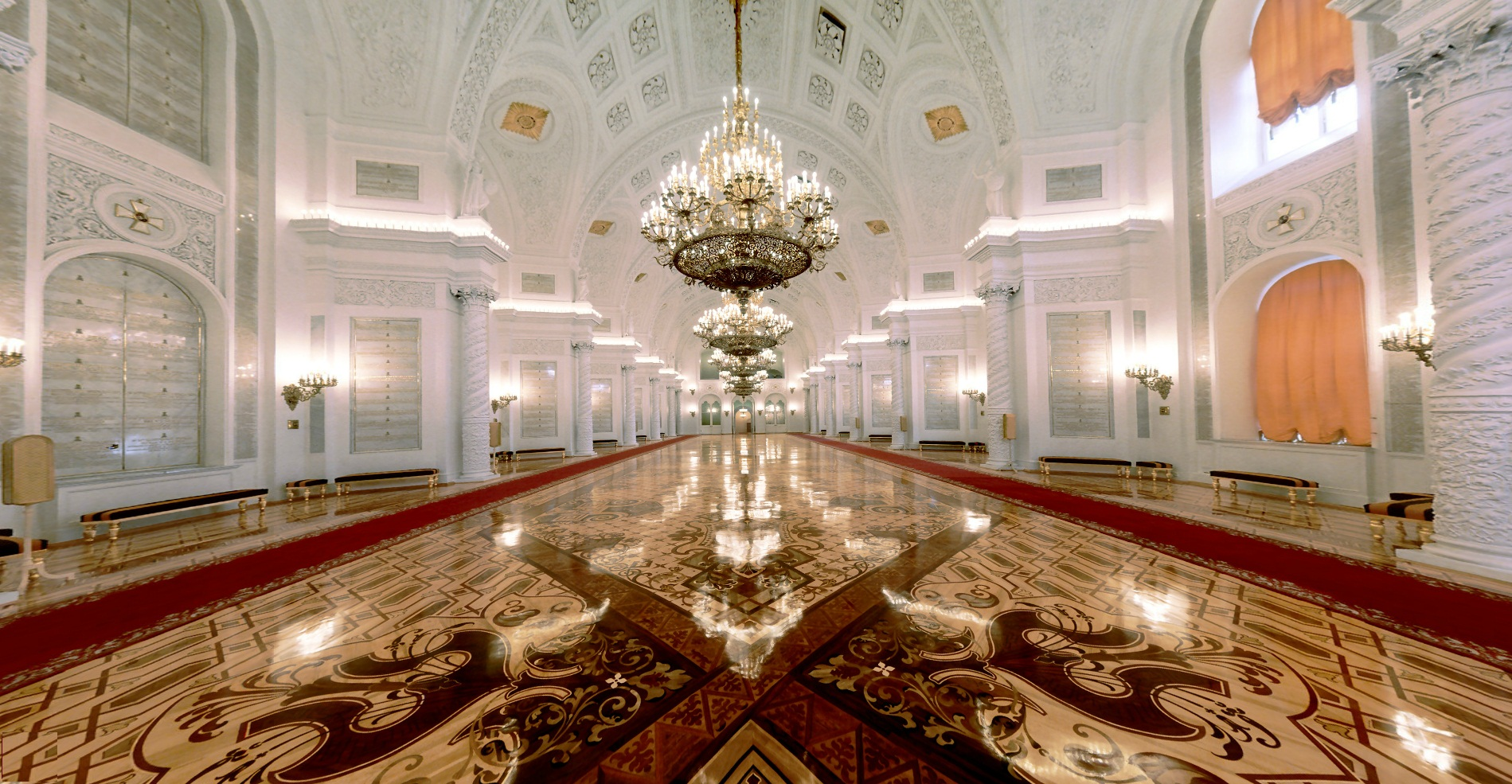
سالن افتخار سنت جورج در کاخ بزرگ کرملین
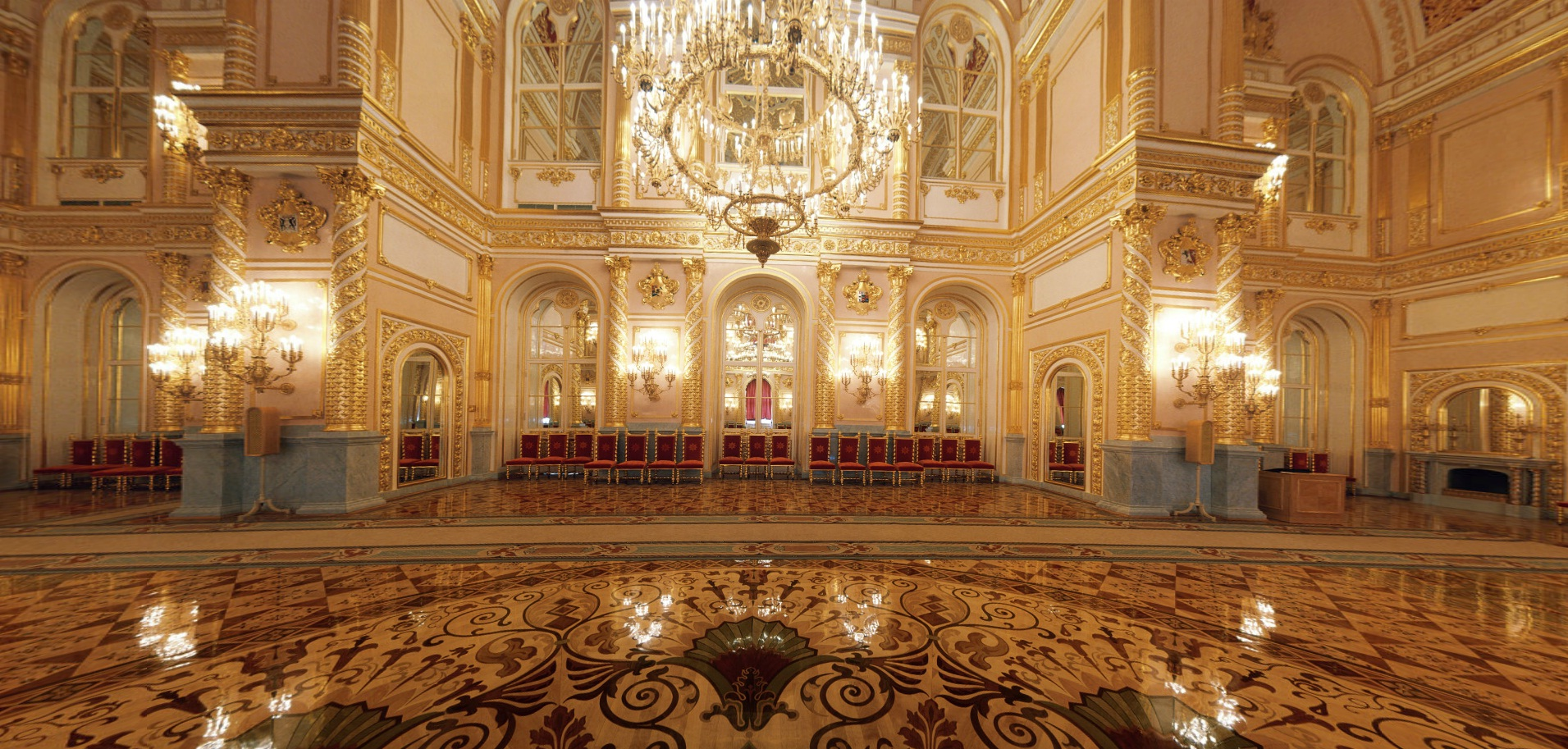
سالن افتخار سنت الکساندر نوسکی در کاخ بزرگ کرملین
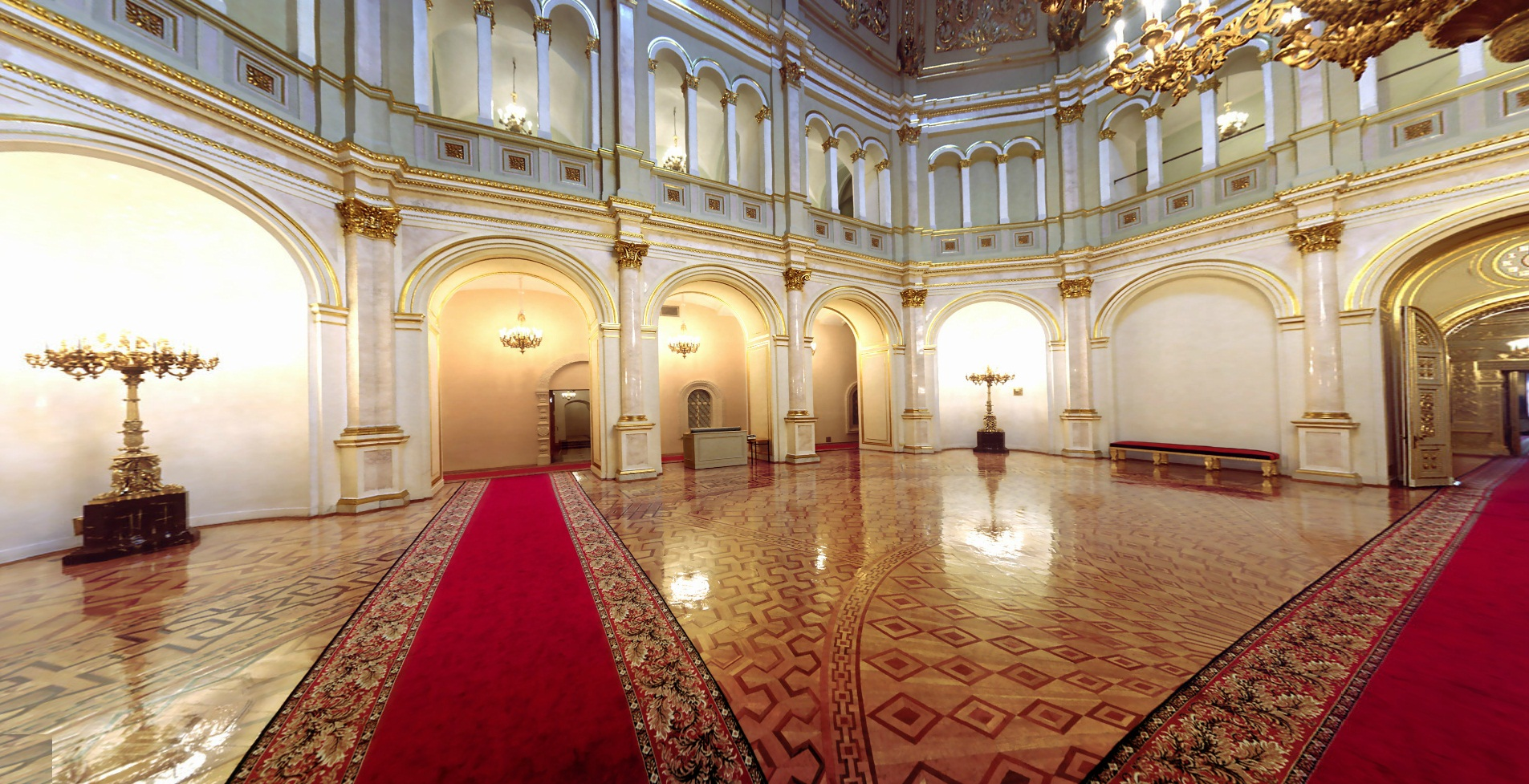
سالن ولادیمیرسکی کاخ بزرگ کرملین
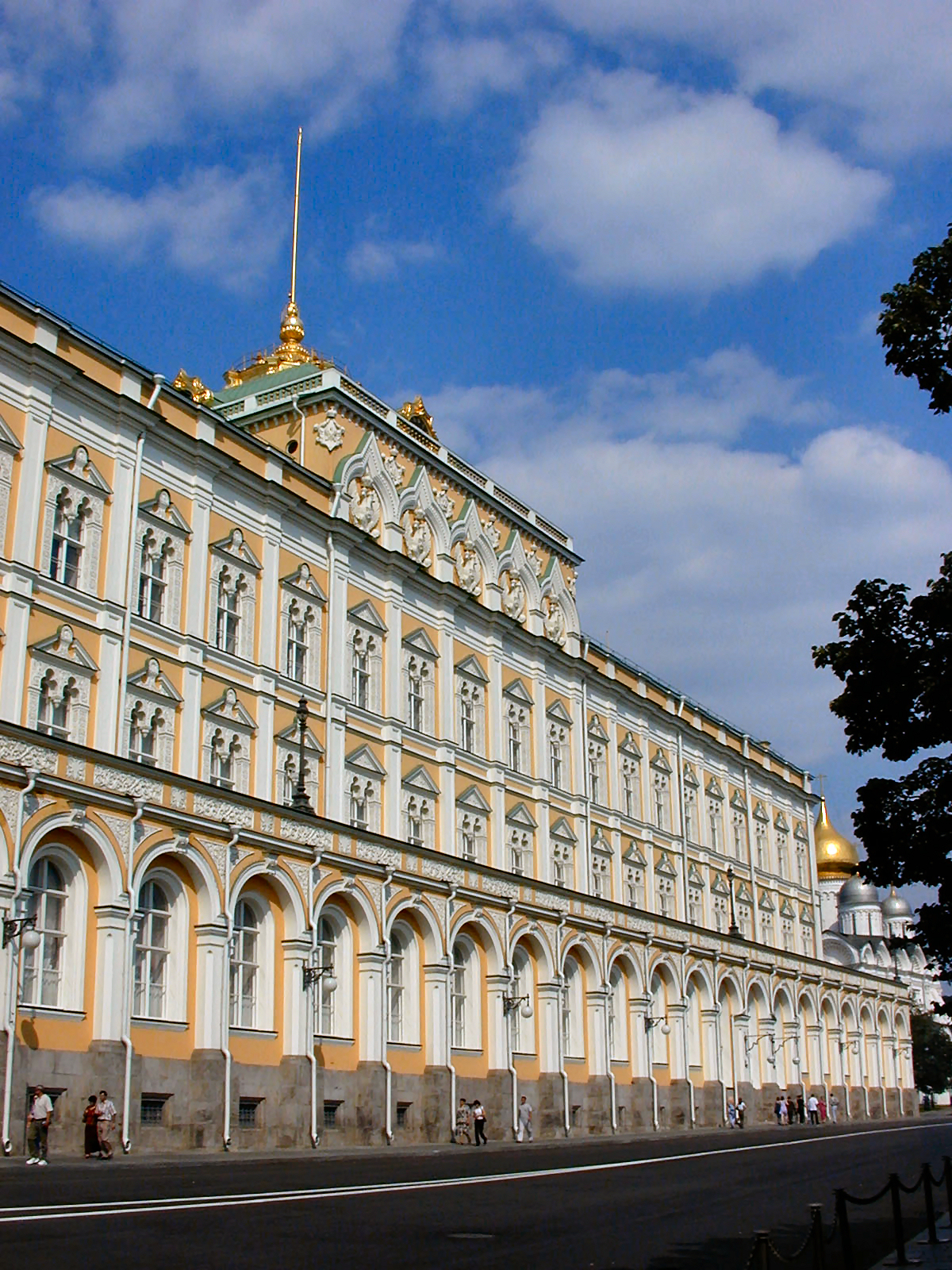
کرملین بزرگ
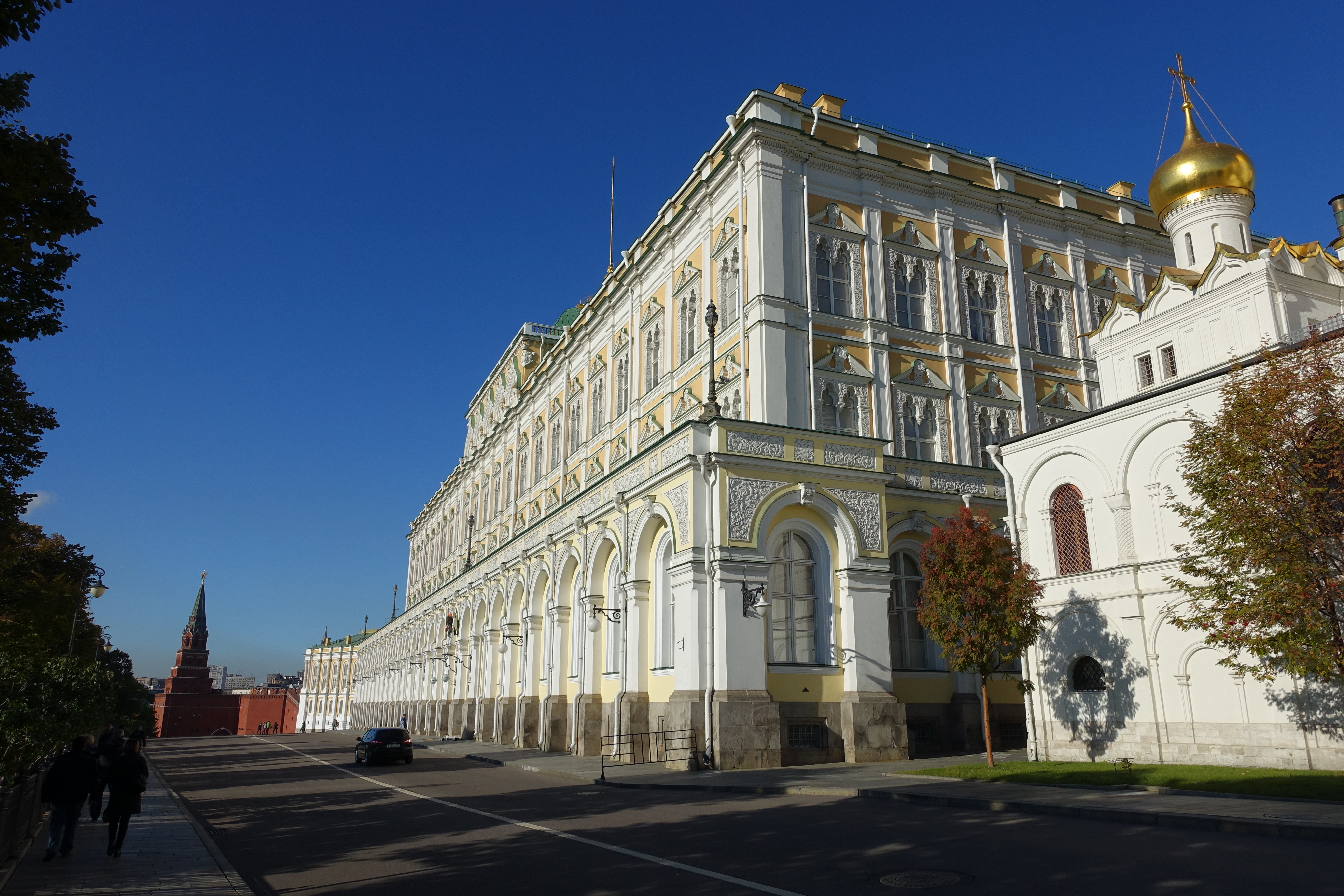
کاخ بزرگ کرملین در سال ۲۰۱۵
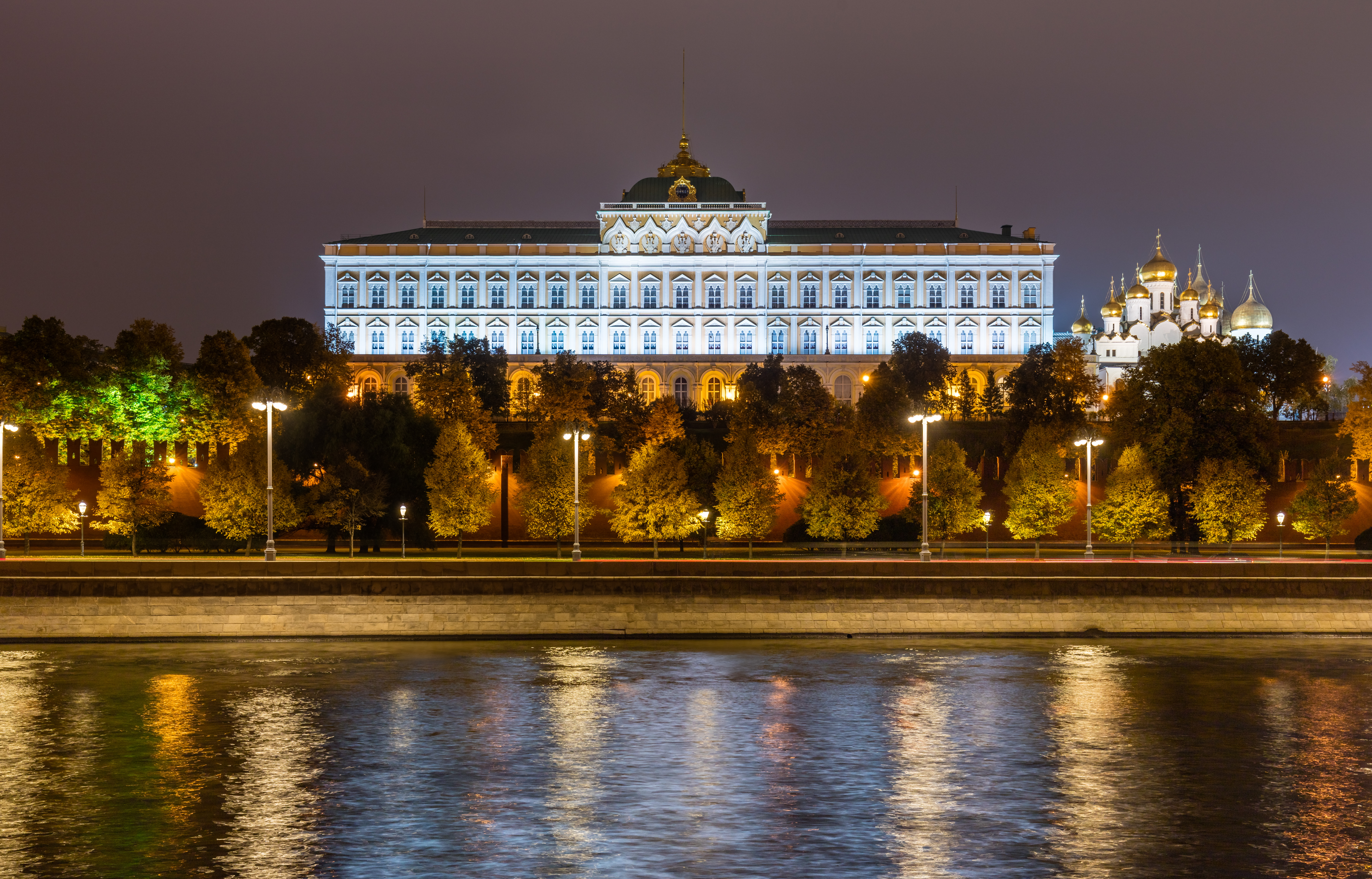
نگاره‌ای از کاخ بزرگ کرملین و رود موسکوا